# Masurques op. 6 (Chopin)

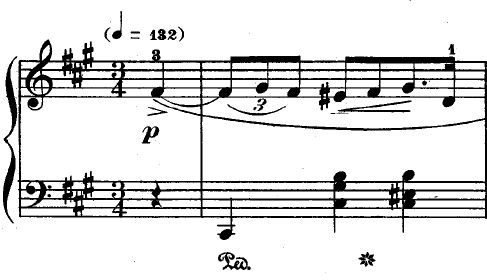
Masurca op. 6 núm. 1

Les Masurques op. 6 són el primer grup de masurques per a piano compostes per Frédéric Chopin.
De les 51 masurques numerades, les quatre que comprenen l'op. 6 es presenten com unes consistents masurques primerenques que van establir el patró d'aquest gènere: un gran abast en l'expressió i l'exploració de les grans possibilitats del color en el teclat. Foren compostes en els anys 1830-1832 i publicades el 1832-1833.

## Núm. 1 en fa sostingut menor
La Masurca en fa menor, op. 6, núm. 1 utilitza ritmes folklòrics polonesos i té una indicació de metrònom de 132 pulsacions, que representa que és una de les masurques més lentes de Chopin. La Masurca comença amb una secció en piano; el tema principal conté tresets i accents en el tercer temps de cada compàs. El segon tema, en canvi, s'executa en fortissimo, en un passatge ple de sforzandi i accents. A continuació retorna el tema principal però en forte, i va decreixent ràpidament. Aquests dos passatges acaben amb repeticions. Apareix el tercer, amb un ostinato i un acompanyament eixordador, i amb una appoggiatura abans de cada acord; els accents són encara més pesats que en la segona secció. Després de diversos acords, retorna el primer tema i la peça es va esvaint a poc a poc.
És de dificultat moderada; d'acord amb el sistema de classificació de música ABRSM, la classifiquen de grau 7. La peça està dedicada a la Gräfin Pauline Plater.

## Núm. 2 en do sostingut menor

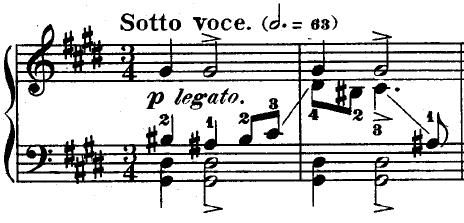
Masurca op. 6 núm. 2

La Masurca en do sostingut menor, op. 6, núm. 2 és més ràpida que l'anterior i té un tema més animat. El ritme és tranquil però viu. Hi ha un estat d'ànim alegre i alhora íntim. I cal pensar que Chopin tenia només 20; és notable perquè estilísticament ja es percep el més pur Chopin. És una de les millors masurques de tot el conjunt. De fet, pot ser classificada entre les millors composicions curtes per a piano de Chopin. La seva popularitat supera la de la primera.
El tema principal, té el ritme d'una masurca, tot i que més líric, gairebé melancòlic; el tema retorna un parell de vegades, encara que en una forma lleugerament modificada. Només en la cadència es mostra el seu poder i vigor. En el trio, hi ha un clar contrast tant en la tonalitat com en el caràcter. La melodia d'una Kujawiak passa a un primer pla, en un ambient alegre com el que es pot trobar a Kołobrzeg.

## Núm. 3 en mi major

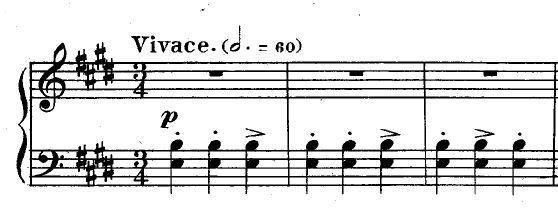
Masurca op. 6 núm. 3

La Masurca en mi major, op. 6, núm. 3 compta amb temes més alegres que la resta. En conjunt, fa l'efecte d'un quadre popular; per a Kleczynski, fa pensar en una escena de casament.
En la seva estructura, presenta dos temes: el tema principal, que es repeteix com una tornada d'un rondó, i el tema secundari, episòdic, que si es balla, exigeix un cop rítmic amb els talons. També apareix una Kujawiak, que flota entre un ambient més somiador i un de més animat; després desapareix.
Aquest masurca és, al final, una peça atractiva i acolorida; els moments d'alegria sovint recorden l'escriptura d'algunes de les poloneses més coneguts de Chopin.

## Núm. 4 en mi bemoll menor

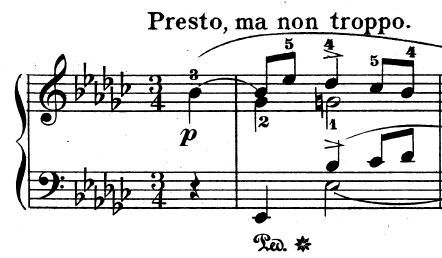
Masurca op. 6 núm. 4

La Masurca en mi bemoll menor, op. 6, núm. 4 se sembla més a una breu peça lírica que a un ball. És la més curta de la sèrie i una de les més curtes que Chopin va compondre. Està en una tonalitat molt poc habitual: mi bemoll menor i presenta un tema que es repeteix. Té l'aire d'una Kujawiak nostàlgica. És gratificant escoltar les seves harmonies canviants i la riquesa dels petits fragments melòdics que van apareixent en les diferents veus que acompanyen la melodia principal. Chopin va posar la indicació d'un tempo ràpid (presto), tot i que amb l'afegit ma non troppo (ràpid, però no gaire ràpid); no obstant això, pocs pianistes l'interpreten d'aquesta manera i tendeixen a buscar una velocitat que converteixen la masurca en un oberek, una dansa polonesa més moguda.